# Ein Lied kann eine Brücke sein
Ein Lied kann eine Brücke sein war der deutsche Beitrag zum Eurovision Song Contest 1975, der von Joy Fleming gesungen wurde. Er wurde von ihr beim Wettbewerb in deutscher Sprache mit einer englischen Strophe gesungen. Das Lied gilt heute oftmals als „Kultlied des ESC“ und als „deutsche Grand-Prix-Hymne schlechthin“. Auch ist es, neben den Titeln Neckarbrückenblues und Halbblut, einer der Erfolgstitel von Fleming.

## Musik und Text
Der Pop-/Schlagersong mit Soul-Einflüssen changiert zwischen den ruhigen, in mittlerer Tonlage gesungenen Strophen und dem in hoher Tonlage mit viel Tremolo dargebotenem Refrain. Der Text beschreibt wie durch ein Lied das Eis zwischen Menschen gebrochen werden kann: „Und jeder Ton ist wie ein Stein / er macht dich stark und fest / du kannst darüber gehen / andere verstehen...“ Jan Feddersen beschrieb es als „eine dreiminütige Kaskade an nervös arrangierten Tönen, 180 Sekunden Spannung, Schwung und Geschwindigkeit - genug Platz zwischen den Melodielinien des Liedes, um der Fleming Raum zu geben, um beispielsweise zum Schlussrefrain noch mal so richtig die Röhre auszupacken.“

## Entstehung und Rezeption
Der Song wurde von Michael Holm mit Rainer Pietsch geschrieben. Produzent war Peter Kirsten. Die 1975 bei Atlantic erschienene Single erreichte Platz 32 in Deutschland und war sechs Wochen chartplatziert. Das Lied wurde von Pietsch „in monatelanger Feinstarbeit am Mischpult zusammengebosselt.“ Joy Fleming nahm den Song auch auf Englisch als Bridge of Love auf. In der ZDF-Hitparade trat Fleming zur Zeit der Veröffentlichung mit dem Lied nicht auf; allerdings sang sie es in der Sendung Die Superhitparade aus dem ZDF Fernsehgarten 1974–1978 am 4. September 1994.

## Song Contest
Den Vorentscheid „Ein Lied für Stockholm“ gewann Fleming nur knapp vor Peggy March, dennoch sagten ihr einige gute Chancen voraus. In der Mehrheit überwog aber die Skepsis; nur elf von 31 vorab befragten deutschen Show-Journalisten erwarteten, dass sich Ein Lied kann eine Brücke sein beim Wettbewerb unter den ersten fünf platzieren würde.
Ein Lied kann eine Brücke sein wurde beim Song Contest an vierter Stelle aufgeführt (nach Nicole Rieu aus Frankreich mit Et bonjour à toi l’artiste und vor Geraldine Branagan aus Luxemburg mit Toi). Dirigent war Rainer Pietsch, dessen Auftritt später durch sein rhythmisches Aufstampfen und lautes Anzählen zu Beginn des Songs mediale Beachtung fand. Am Ende der Abstimmung hatte der Song 15 Punkte erhalten und belegte in einem Feld von 19 den 17. Platz. Fleming wurde von drei Backgroundsängerinnen begleitet: Madeline Bell von Blue Mink und dem Duo Sue and Sunny.
Jan Feddersen schrieb später, Fleming habe es verdient gehabt, den Wettbewerb zu gewinnen. Der Spiegel schrieb 2017 in einem Nachruf: „So viel Soul hatte der Eurovision Song Contest selten wie 1975, als Joy Fleming Ein Lied kann eine Brücke sein sang.“ Sie selbst sprach rückblickend von den „Mäuschen und Stimmchen“, die ansonsten beim ESC zu hören gewesen seien und sah die Niederlage beim Wettbewerb aus der Perspektive der „Nichtschlagerleute“, da sie selbst aus der „neuen Musik“ kam, teils als Auszeichnung. Das grüne Kleid, das sie an dem Abend trug, zerschnitt sie später. Dennoch profitierte sie von der Teilnahme und nahm noch drei weitere Male an der Vorausscheidung teil.
Der Song entwickelte sich zu einem Fanfavoriten; so wurde er auch in der EBU-Sendung Congratulations: 50 Years of the Eurovision Song Contest am 22. Oktober 2005 gespielt.

## Coverversionen
Ein Lied kann eine Brücke sein wurde auch einige Male gecovert, unter anderem von:
- Gerard Joling (Zing met me mee)
- Karel Gott
- Dieter Thomas Kuhn & Band
- Guildo Horn & die Orthopädischen Strümpfe
- Julian David
- Donna Lynton (The Bridge of Love)
- Bernd Peter Fleming (Chanson d’amour, The Bridge of Love, Zing met me mee)